# Ilaria Garzaro
Ilaria Garzaro (ur. 29 września 1986 roku w Novencie Vincentina) – włoska siatkarka, grająca na pozycji środkowej, reprezentantka kraju. Od stycznia 2020 roku występuje w drużynie Canovi Coperture Sassuolo.

## Sukcesy klubowe
Puchar CEV:
- 2008, 2011

Mistrzostwo Włoch:
- 2008, 2009, 2010[1]
- 2014, 2017

Superpuchar Włoch:
- 2008, 2009

Puchar Włoch:
- 2009

## Sukcesy reprezentacyjne
Mistrzostwa Europy Kadetek:
- 2003

Mistrzostwa Europy Juniorek:
- 2004

Volley Masters Montreux:
- 2009

Letnia Uniwersjada:
- 2009

## Nagrody indywidualne
- 2003: Najlepsza blokująca Mistrzostw Europy Kadetek